# Swan Carlson
Swan Carlson, ursprungligen Sven Gustaf Verner Karlsson (Carlsson), född den 15 mars 1895 i Arvidsjaur, död den 6 maj 1965 i Bromma, var en svensk amerikaemigrant och filmare.
Carlson växte upp i Arvidsjaur men lämnade vid femton års ålder hembygden. För att undkomma den då utbredda arbetslösheten emigrerade han 1923 till Amerika där han först arbetade i skogsbruket på västkusten, för att sedan bege sig norrut till Alaska där han fick jobb i en koppargruva. Efter en tid slog han följe med en annan svensk och gav sig ut i vildmarken för att vaska guld. De följande decennierna levde han som guldletare och trapper i Yukon och Alaska.
År 1949 återvände han till Sverige och idén föddes då om att göra en dokumentärfilm baserat på Carlsons kunskaper om och liv i den nordamerikanska ödemarken. Hans svenska kamrater i detta företag ändrade sig dock redan då de anlänt till Dawson, och Carlson köpte sig därför en filmkamera för att på egen hand fullfölja projektet. Den 30 maj 1954 hade hans dokumentärfilm Vildmark svensk premiär